# Trilepida
Trilepida — рід змій родини струнких сліпунів (Leptotyphlopidae). Представники цього роду мешкають в Південній Америці і Панамі.

## Види
Рід Trilepida нараховує 15 видів:
- Trilepida acutirostris Pinto & Curcio, 2011
- Trilepida affinis (Boulenger, 1884)
- Trilepida anthracina (Bailey, 1946)
- Trilepida brasiliensis (Laurent, 1949)
- Trilepida brevissima (Shreve, 1964)
- Trilepida dimidiata (Jan, 1861)
- Trilepida dugandi (Dunn, 1944)
- Trilepida fuliginosa (Passos, Caramaschi & Pinto, 2006)
- Trilepida jani (Pinto & Fernandes, 2012)
- Trilepida joshuai (Dunn, 1944)
- Trilepida koppesi (Amaral, 1955)
- Trilepida macrolepis (W. Peters, 1858)
- Trilepida nicefori (Dunn, 1946)
- Trilepida pastusa Salazar-Valenzuela, Martins, Amador-Oyola & Torres-Carvajal, 2015
- Trilepida salgueiroi (Amaral, 1955)

## Етимологія
Наукова назва роду Trilepida походить від сполучення слів дав.-гр. τρι — три і λεπις — луска.